# Quitus zurucucho
Quitus zurucucho är en insektsart som beskrevs av Christiane Amédégnato och Poulain 1994. Quitus zurucucho ingår i släktet Quitus och familjen Romaleidae. Inga underarter finns listade i Catalogue of Life.